# Sândi
Sândi (em sânscrito: संधि) é um termo usado para uma variedade de processos fonológicos que ocorrem nas extremidades de um morfema ou palavra e à alteração de sons devido a sons vizinhos ou à função gramatical de palavras adjacentes. Acontece particularmente na fonologia sânscrita, daí a denominação com uma palavra sânscrita, mas muitas línguas têm sândi.

## Tipos de sândi
- Sândi interno: alteração de sons nas palavras nas extremidades dos morfemas, como borboletas azuis (/s/ final de borboletas (surdo) é pronunciado /z/ (sonoro)).[1]
- Sândi externo: mudanças encontradas nas extremidades das palavras, como na pronúncia de creio (radical cre com a desinência -o causa o aparecimento do i eufônico, que desfaz o hiato).[1]

Mesmo sendo extremamente comum na fala, o sândi é tipicamente ignorado na escrita, como é o caso no português e no inglês (com exceção da distinção entre os artigos definidos a e an). Efeitos do sândi externo podem por vezes se tornar morfologizados (ou seja, se aplicam somente em certos ambientes morfológicos ou sintáticos) e, com o tempo, se tornar mutações consonantais.
A maioria das línguas tonais tem sândi tonal, em que as entonações das palavras alteram de maneiras complicadas. Por exemplo: o mandarim tem quatro entonações: uma alta monotônica, uma ascendente, uma cadente-ascendente e uma cadente. No cumprimento comum nǐ hǎo, ambas as palavras normalmente teriam a entonação ascendente cadente. No entanto, é difícil de se pronunciar, então a entonação de nǐ muda para ní, embora não mude ortograficamente quando escrito em Hanyu Pinyin.